# Der Räuber (Film)
Der Räuber ist ein österreichisch-deutsches Kriminalfilm-Drama aus dem Jahr 2010 von Regisseur Benjamin Heisenberg mit Andreas Lust in der Hauptrolle. Der Film wurde im Wettbewerb der Berlinale 2010 uraufgeführt und von der Kritik positiv aufgenommen, war jedoch im Kino kein Publikumserfolg. 2016 wurde bekannt, dass unter der Regie von J. C. Chandor ein US-Remake umgesetzt wird.

## Handlung
Johann Rettenberger verbüßt eine sechsjährige Haftstrafe wegen eines missglückten Banküberfalls. Der verschlossene Einzelgänger nutzt den Hofgang, um sich mit Dauerlauf auf die Zeit nach dem Gefängnis vorzubereiten. Nach seiner Entlassung trifft er auf dem Arbeitsamt in Wien eine Bekannte aus der Zeit vor seiner Haft, die Angestellte Erika. Bei ihr kann er schließlich vorübergehend einziehen. Seinem skeptischen Bewährungshelfer versichert er, sich mit den Preisgeldern aus Marathonläufen über Wasser halten zu können. Tatsächlich wird er kurz darauf bester österreichischer Läufer beim Wien-Marathon und erhält ein stattliches Preisgeld. Doch auch Rettenbergers kriminelle Neigungen sind längst wieder zum Vorschein gekommen: Mit einer Schrotflinte ausgerüstet, überfällt er zahlreiche Banken und versteckt die Beute in der Wohnung. Eine Beziehung mit Erika entwickelt sich, er gewinnt einen weiteren Marathon und könnte von dem erbeuteten Geld ein sorgenfreies Leben führen. Doch als Rettenberger nach einem siegreichen Lauf von seinem Bewährungshelfer erneut angesprochen wird und dieser ihn zu mehr Kooperation bewegen will, erschlägt Rettenberger ihn im Affekt mit der Trophäe.
Durch die Berichterstattung über die Banküberfälle in den Medien misstrauisch geworden, entdeckt Erika Rettenbergers Maskierung und seine Beute in ihrer Wohnung. Rettenberger taucht unter. Schließlich wird er nach einem Hinweis von Erika, die von der Polizei unter Druck gesetzt wurde, verhaftet. Überraschend gelingt ihm die Flucht aus dem Polizeigebäude. Erika wird nun selbst zum Ziel polizeilicher Ermittlungen und muss eine Wohnungsdurchsuchung über sich ergehen lassen. Rettenberger flieht zu Fuß in das Umland Wiens und schafft es in der Dunkelheit, sich in einem Erdloch vor einer Hundertschaft der Polizei zu verstecken, die den Wald nach ihm durchkämmt. Mit einem Stein erschlägt er einen Polizeibeamten, der sich ihm nähert. Dann raubt Rettenberger in einer Wochenendsiedlung einem Rentner das Auto, wird von diesem jedoch mit einem Messer verletzt. Schließlich ist Rettenberger mit dem Wagen auf der Autobahn, von einem Polizeihubschrauber und einer Flotte von Polizeifahrzeugen verfolgt. Er kann einem jungen Pärchen den Wagen rauben und seine Flucht fortsetzen. Wegen des Blutverlustes muss er aber anhalten. Mit letzter Kraft telefoniert er nochmals mit Erika, dann stirbt er im Wagen, nur wenige Meter von einer Notrufsäule entfernt.

## Hintergrund
Die Vorlage für den Film bildet der 2002 erschienene gleichnamige Roman von Martin Prinz über den österreichischen Bankräuber, Mörder und Marathonläufer Johann Kastenberger, auch „Pumpgun-Ronnie“ genannt. Die Dreharbeiten fanden im April und Mai 2008 in Wien und Umgebung statt.
Erstaufführung war am 15. Februar 2010 im Rahmen des Wettbewerbs der 60. Berlinale. Kinostart in Österreich war am 26. Februar 2010, in Deutschland am 4. März 2010. Bis Ende des Jahres wurden in beiden Ländern jeweils rund 15.000 Zuschauer erreicht. Weitere rund 10.000 Besucher hatte der Film bis Ende 2010 in Frankreich, wo er am 10. November startete.
Der Fernsehsender arte zeigte den Film am 30. Oktober 2015 von 20.15 Uhr bis 21.50 Uhr.

## Kritiken
„Aus der Verbindung von Bankräuberfilm und kühler Beobachtung entsteht das mit perfekt choreografierten Bewegungssequenzen glänzende, spannungsvolle Porträt einer extremen Persönlichkeit, die bis auf ihre zwei an Besessenheit grenzenden Leidenschaften dem Leben gegenüber eher gleichgültig erscheint. In der Getriebenheit des Protagonisten spiegeln sich die Probleme einer neoliberalen Leistungsgesellschaft.“

„‚Der Räuber‘ beginnt mit bleichen, wie tot wirkenden Menschen, die sich hinter Zäunen und in engen Räumen bewegen und kaum reden. Also ziemlich genau mit der Sorte Kino, die man von einem Regisseur aus dem Umkreis der so genannten Berliner Schule erwartet. Die ist dafür berüchtigt, dass sie gern in stummen Endlos-Einstellungen dem Fallobst beim Schimmeln zusieht. Das Überraschende an Heisenbergs Film aber ist, wie toll er uns Zuschauer dann doch ein paar mal in echte, fiebernde Thrillerspannung versetzt.“

„In ‚Der Räuber‘ hat Benjamin Heisenberg seinen einzigartigen Stil […] noch einmal verfeinern können. […] Wie in seinen früheren Filmen findet Heisenberg Gelegenheiten, über seinen bedächtigen Realismus Momente einer romantischen Märchenhaftigkeit zu legen, die eine wahre Gänsehaut erzeugen: Etwa wenn die Taschenlampen des Polizeisuchtrupps von weitem aussehen wie eine nächtliche Prozession. Was für ein Juwel von einem Film.“

„Es ist ein begrüßenswerter Registerwechsel, wenn ein Regisseur der Berliner Schule (den es wie all seine Kollegen geniert, ihr zugerechnet zu werden) sich aus dem Einfluss Robert Bressons löst und einmal mit dem Melvilles liebäugelt. […] Der Protagonist des Gangsterfilms ist ein tragischer Held. Bei Heisenberg ist er aber auch eine typische Figur der Berliner Schule. Der Räuber erzählt von Entfremdung. Er ist ein Einzelgänger in der realen Welt, das Gangstermilieu wird nicht beschworen. Reinhold Vorschneider hat seiner Kamera zwar eine souveräne Agilität entlockt, um mit ihrem Tempo mitzuhalten. Mit dem Regisseur findet er großartig emblematische Bilder (etwa das Meer der Lichter, das nachts zu einem Bergmarathon aufbricht). Bei aller kinetischen Energie will die Verwandlung Rettenbergers in einen Actionhelden nicht gelingen. Sie muss es auch nicht.“

„Heisenberg gelingt der seltene Fall von Introspektion ohne Identifikation, einer Annäherung ohne vorschnelle Empathie. Man mag ihn nicht, diesen Rettenberger, aber man begreift genau, warum er läuft und wie er tickt, wenn er sich in einer Kleingartensiedlung zwischen zwei Hecken in die Enge getrieben sieht und zuschlägt. Man bemerkt mit Schrecken, dass man sie eine Sekunde lang nachvollziehen kann, die Gewalt, die Obsession, das Entkommenmüssen, dieses innere Trommelfeuer, das manchmal auch über die Tonspur peitscht. Der letzte deutsche Täterfilm, der etwas Ähnliches auslöste, war Matthias Glasners Der freie Wille.“

„Heisenberg legt viel Wert darauf, die Physis der Figur in den Vordergrund zu rücken, das Spiel der Muskeln, den Schweiß und die Atmung, die Färbung der Haut unter der Anstrengung, und er findet in Andreas Lust den passenden Darsteller für sein Bestreben. Dialoge sind selten, meist fallen sie knapp aus, vor allem führen sie nirgendwohin, schon gar nicht zu einer Lösung von Konflikten. […] Und das ist großartig, solange man in ‚Der Räuber‘ nicht mehr sehen möchte als einen Film zum konkreten fait divers. Schwieriger wird es, sobald man in Rettenberger eben nicht nur die Figur, sondern einen Typus ausmacht. Dann kann es passieren, dass man ein bisschen müde wird. Denn wie oft hat man den Gangster, der mit niemandem redet, der nicht aus seiner Haut kann und deshalb in sein Verderben rennt, schon im Kino gesehen?“

## Auszeichnungen
- Bayerischer Filmpreis 2009 für die Beste Nachwuchsregie (Benjamin Heisenberg)
- Einladung zum Wettbewerb der 60. Internationalen Filmfestspiele Berlin 2010
- Nominierung für den Deutschen Filmpreis 2010 (Beste Kamera)
- Drei Auszeichnungen beim Österreichischen Filmpreis 2011 (Beste Regie, Andreas Lust als bester männlicher Darsteller, Beste Tongestaltung)